# Ghetto Piotrków Trybunalski

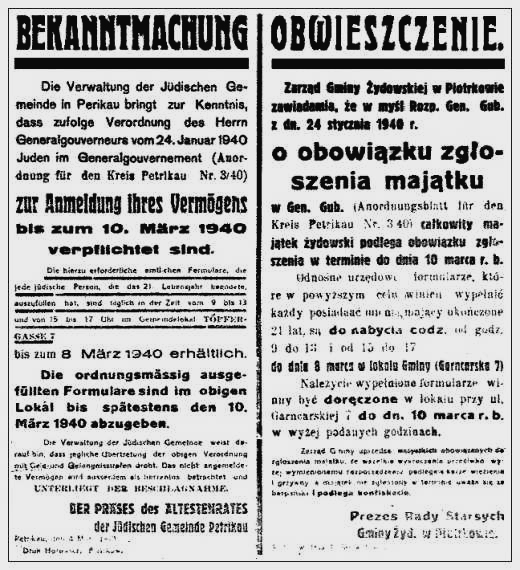
Aufruf zur Abgabe der Vermögensaufstellung, Judenrat, März 1940

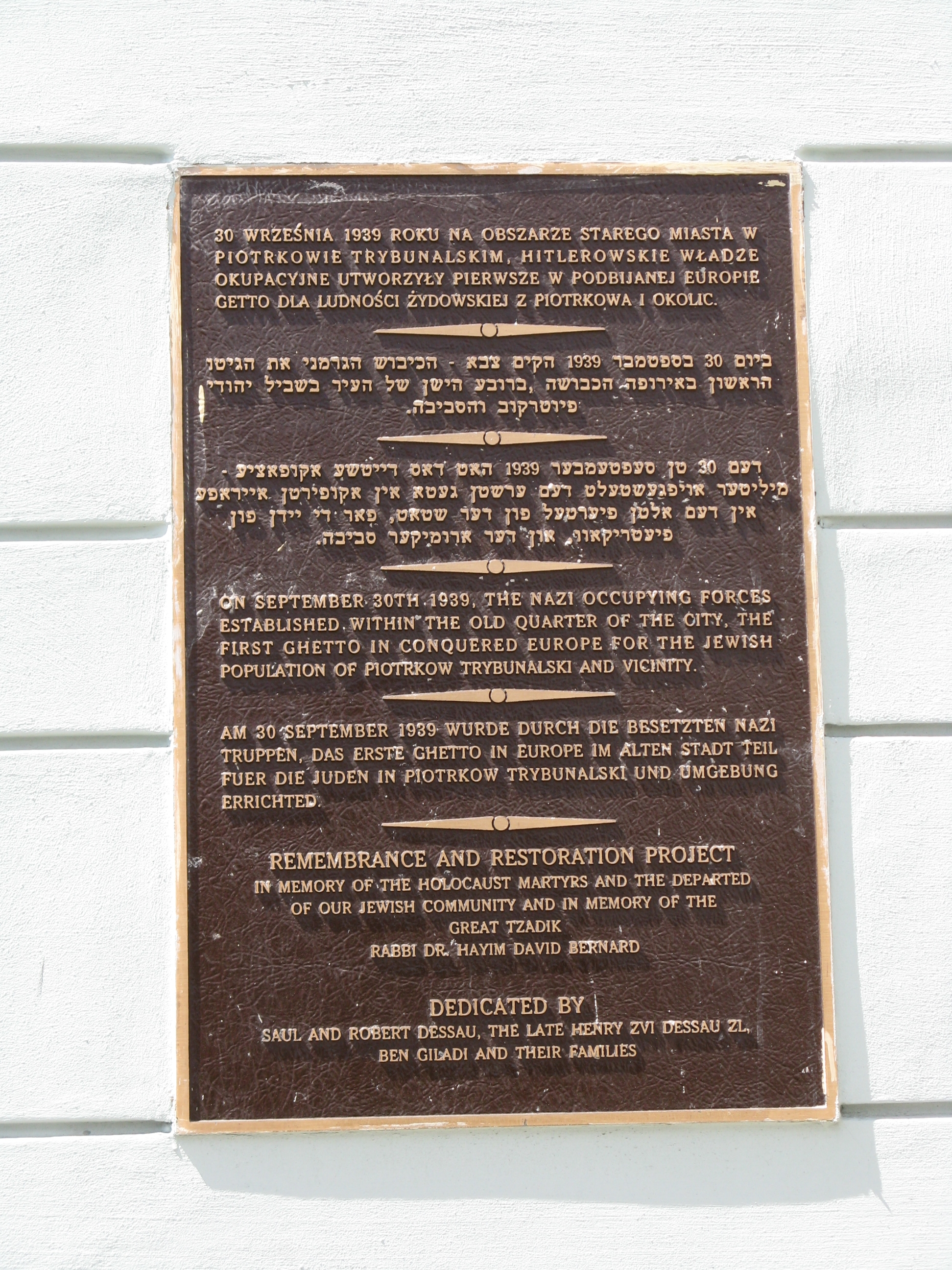
Ghetto-Gedenktafel in Piotrków Trybunalski

Das Ghetto Piotrków Trybunalski (auf Deutsch: Jüdischer Wohnbezirk Petrikau) war das erste im besetzten Polen am 8. Oktober 1939 in Piotrków Trybunalski errichtete NS-Sammellager im Rahmen der Judenvernichtung mit etwa 25.000 dort auf engstem Raum gefangenen Einwohnern.
Von den Gefangenen wurden im Oktober 1942 etwa 22.000 entweder vor Ort durch eine Einsatzgruppe ermordet oder ins Vernichtungslager Treblinka als Juden deportiert und dort ermordet. Etwa 3000 wurden in Zwangsarbeitslager der Organisation Todt verbracht.